# Willibald Gebhardt
Karl August Willibald Gebhardt, noto anche come Willi Gebhardt (Berlino, 17 gennaio 1861 – Berlino, 30 aprile 1921), è stato un dirigente sportivo, scienziato e chimico tedesco.
Dopo aver dedicato gran parte della carriera alla ricerca sulla fototerapia, si dedicò allo sviluppo del movimento olimpico in Germania, contribuendo come membro del Comitato Olimpico Internazionale alla rinascita dei Giochi olimpici moderni.

## Biografia

### Gioventù e primi impegni olimpici

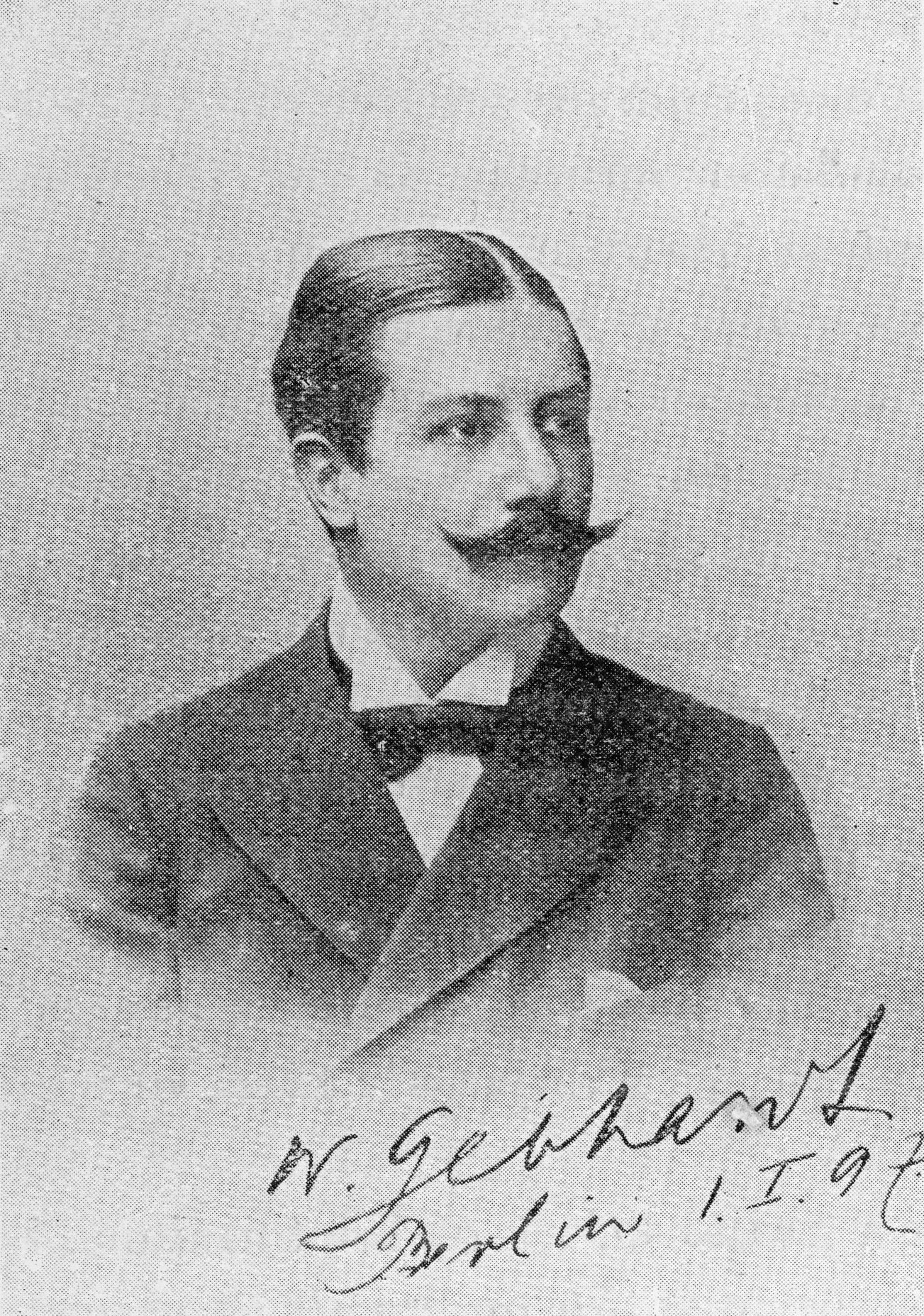
Ritratto di Gebhardt nel libro di Pierre de Coubertin Une campagne de vingt-et-un ans

Figlio di un maestro stampatore, Willibald Gebhardt frequentò il Friedrich Realgymnasium di Berlino, dove si laureò in chimica nel 1879. Ottenne poi il dottorato alla Friedrich-Wilhelms Universität con una tesi sulle ammidi del gruppo carbonilico, frequentando anche alcune lezioni di medicina e di chimica fisiologica. Dal 1885 cominciò a lavorare per l'azienda di famiglia, diretta dal fratello dopo la morte del padre. Nel 1890, anche grazie all'eredità ottenuta, si trasferì negli Stati Uniti d'America, dove si dedicò al tema dell'igiene, particolarmente sentito alla fine dell'Ottocento, che comprendeva non solo la pulizia in sé ma anche la salute nel suo complesso. Grazie all'importanza del rapporto tra attività fisica e salute per la società americana, Gebhardt ha imparato ad apprezzare il valore dello sport, occupandosi in particolare della scherma.
Dopo che alcuni progetti imprenditoriali oltreoceano fallirono, Gebhardt tornò in Germania all'inizio del 1895. Poche settimane dopo seppe da Kleon Rangavis, un diplomatico greco a Berlino, che si sarebbero organizzati i primi Giochi olimpici moderni ad Atene nel 1896 e che la Germania non era interessata a partecipare; Gebhardt capì che il motivo della rinuncia risiedeva nelle rivalità all'interno del movimento ginnico tedesco e prese varie iniziative. Pensò di evitare una scissione di alcuni gruppi sportivi promuovendo la formazione di un'associazione che coinvolgesse attivamente tutte le parti in causa. Nell'aprile 1895 organizzò poi un evento con gare sportive e ginniche, facendo sì che le diverse parti in causa si incontrassero; la manifestazione si svolse nell'Herrenhaus in Leipziger Straße dal 1 giugno al 31 agosto 1895 e fu di fatto la prima attività olimpica in Germania.
Gebhardt sfruttò la risposta generalmente positiva e il sostegno di alcune parti della comunità della ginnastica come un'opportunità per fondare l'Deutschen Bund für Sport, Spiel und Turnen ("Associazione tedesca per lo sport, i giochi e la ginnastica") già nel settembre 1895 e ne assunse la carica di vicepresidente. I suoi ulteriori sforzi per convincere il governo federale a partecipare ai Giochi Olimpici di Atene nel 1896 fallirono, anche a causa della resistenza di alcuni rappresentanti della Deutschen Turnerschaft ("Associazione tedesca della ginnastica") e della Zentralausschuß zur Förderung der Jugend und Volksspiele ("Comitato centrale per la promozione dei Giochi Giovanili e Popolari"); per questo motivo il 18 novembre 1895 rinunciò alla sua vicepresidenza e si dimise dalla federazione.
Oltre al suo impegno per l'idea olimpica, Gebhardt fu attivo nel campo della chimica applicata alla fisiologia. Fu uno dei pionieri in Germania nel capo della fototerapia, che ebbe modo di conoscere una visita all'esposizione mondiale di Chicago nel 1893; fu quindi il primo in Europa a usare bagni di luce come metodo di cura nella sua struttura "Karlsbad"" in Potsdamer Strasse a Berlino, da lui fondata nel 1895. Questo fu in seguito convertito in sanatorio, che Gebhardt diresse come amministratore delegato fino al 1902, continuandovi in questo periodo le sue ricerche nel campo della fototerapia, pubblicando alcuni risultati del suo lavoro scientifico nel libro del 1898 Die Heilkraft des Lichts.

### La nascita del Comitato Olimpico Tedesco

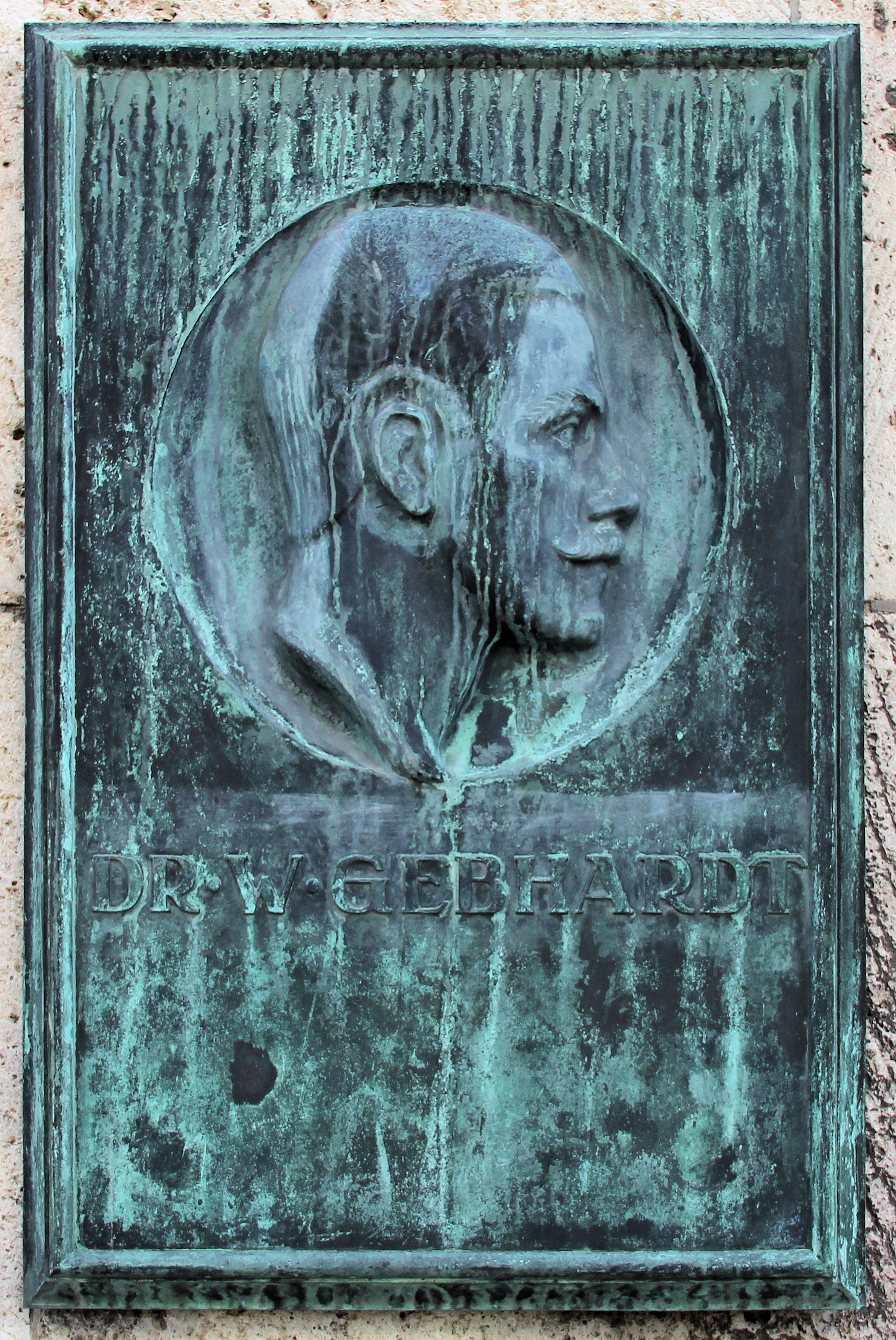
Targa commemorativa di Gebhardt all'Olympiastadion di Berlino.

Le dimissioni confermarono quanto l'obiettivo primario di Gebhardt fosse la partecipazione della Germania ai Giochi della I Olimpiade. Dopo aver distribuito dei vari volantini con lo scopo di formare un comitato che consentisse agli sportivi tedeschi di partire per Atene, il 13 dicembre 1895 40 persone circa, appartenenti perlopiù alla cerchia di amicizie di Gebhardt, si incontrarono all'Hotel Zu den vier Jahreszeiten di Berlino; qui Kleon Rangavis convinse i partecipanti che le prime Olimpiadi moderne non avrebbero dovute svolgersi senza la partecipazione della Germania, dato che i tedeschi, a differenza dei francesi, sarebbero stati graditi ospiti. Il rapporto tra i due paesi era infatti ancora pesantemente influenzato dalla guerra franco-prussiana (1870-1871) a tal punto che gran parte del movimento sportivo tedesco prese una posizione negativa rispetto al movimento olimpico, fondato dal francese Pierre de Coubertin; lo stesso nobile francese non voleva o non era in grado di far distendere il rapporto tra le due nazioni, tanto più che il I Congresso Olimpico di Parigi del giugno 1894 e il Comitato Olimpico Internazionale non ebbero alcuna rappresentativa tedesca.
L'incontro indetto da Gebhardt si concluse amichevolmente con la decisione di fondare il Komitees für die Beteiligung Deutschlands an den Olympischen Spielen zu Athen ("Comitato per la partecipazione della Germania ai Giochi Olimpici di Atene"); questo è storicamente ricordato come il primo comitato olimpico nazionale per la Germania. Grazie al sostegno di Rangavis, Gebhardt nominò Presidente del Comitato il Principe ereditario Filippo Ernesto II di Hohenlohe-Schillingsfürst, figlio dell'allora Cancelliere e Primo Ministro di Prussia Chlodwig zu Hohenlohe-Schillingsfürst; il Principe Alberto di Schleswig-Holstein fu nominato Vicepresidente del comitato, mentre lo stesso Gebhardt assunse la carica di segretario.

### La partecipazione tedesca ai Giochi della I Olimpiade
Alla fine di dicembre del 1895, Gebhardt contattò per la prima volta Pierre de Coubertin via lettera, presentandogli il comitato appena costituito e chiedendogli allo stesso tempo di commentare alcuni attacchi della stampa francese nei confronti della Germania. Non ricevendo risposta, Gebhardt si rivolse subito al greco Dīmītrios Vikelas, allora presidente del CIO, chiedendogli di nominare un rappresentante tedesco per il Comitato Olimpico Internazionale per facilitare la partecipazione della Germania alle Olimpiadi di Atene. Vikelas fu molto aperto a questa richiesta e nel gennaio 1896 offrì a Gebhardt di nominare un candidato per lui, il quale propose la carica alle associazioni ginniche di Berlino, che tuttavia rifiutarono nuovamente di partecipare al movimento olimpico.
Gebhardt cercò di posticipare i Giochi olimpici per avere maggiori possibilità di convincere i club tedeschi a partecipare alle Olimpiadi, impegnandosi anche alla raccolta di fondi per il viaggio tramite donazioni. Riuscì anche a convincere alcuni ginnasti tedeschi a spingere per partecipare alle competizioni olimpiche, cosa che si tramutò in una campagna pubblica contro questi sportivi per minarne la reputazione, venendo tuttavia poi supportati dalle stesse associazioni tedesche. A metà marzo 1896, esattamente 24 giorni prima dell'apertura delle Olimpiadi, il Comitato per la partecipazione della Germania ai Giochi Olimpici di Atene ufficializzò una squadra tedesca per le competizioni, composta da 21 atleti e 8 tecnici. 
Dopo i Giochi olimpici di Atene del 1896, il comitato fondato da Gebhardt per la partecipazione tedesca fu sciolto e parallelamente anche l'idea di fondare un'associazione sovraordinata per tutti gli sport non si concretizzò. Gebhardt, particolarmente legato allo sport della scherma, contribuì alla fondazione della Deutschen Fechtverbandes ("Associazione Scherma Tedesca"), di cui fu eletto presidente e ricoprì tale carica fino novembre 1898.

### L'impegno nel Comitato Olimpico Internazionale

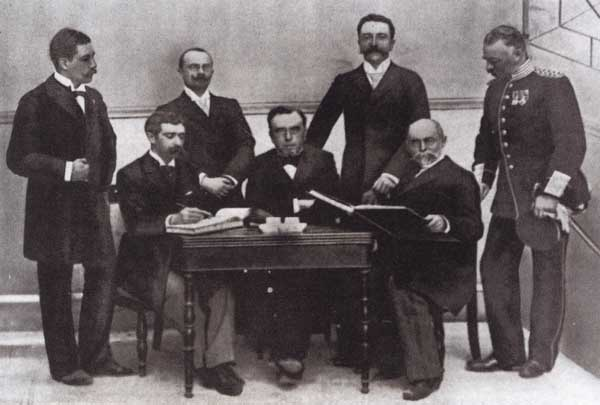
Alcuni membri del Comitato Olimpico Internazionale nel 1896. In piedi: Willibald Gebhardt, Jiří Stanislav Guth-Jarkovský, Ferenc Kemény, Viktor Balck. Seduti: Pierre de Coubertin, Dīmītrios Vikelas, Aleksej Butovskij.

Nei primi anni del Comitato Olimpico Internazionale, de Coubertin era solito nominare egli stessi i primi membri del CIO, tuttavia grazie al patrocinio di Vikelas e al fatto che Gebhardt si fosse recato ad Atene come capo della delegazione tedesca e come candidato tedesco per il CIO, il barone francese non poté che confermare il chimico tedesco come rappresentante della Germania nell'associazione olimpica. Quando partecipò per la prima volta a una riunione il 6 aprile 1896, giorno di apertura dei Giochi, Gebhardt non lasciò dubbi sulla sua determinazione, presentando subito la proposta di assegnare i Giochi Olimpici del 1904 a Berlino e chiedendo un nuovo Congresso Olimpico in modo da rivedere o integrare alcune risoluzioni. In preparazione per la seconda Olimpiade del 1900, nel 1899 fondò un nuovo comitato per la partecipazione della Germania ai Giochi Olimpici di Parigi e riuscì persino a ricevere una sovvenzione di 10.000 marchi dal Fondo del Commissario del Reich per le Esposizioni Universali. Gebhardt, che assunse nuovamente la guida della delegazione per Parigi, guidò la terza squadra straniera più numerosa ai Giochi di Parigi. 
Con il suo modo instancabile di rafforzare il ruolo della Germania nel movimento olimpico, Gebhardt ebbe spesso qualche tensione con de Coubertin e con il suo difficile legame con la Germania. Il rapporto si deteriorò notevolmente quando Gebhardt rimproverò al barone francese una cattiva organizzazione dei Giochi della II Olimpiade di Parigi nel 1900, arrivando ad una mozione ufficiale presentata da Gebhardt in una riunione del CIO nel 1901 con lo scopo di organizzare le Olimpiadi ogni due anni, alternando Atene ad un'altra grande città, candidando ufficialmente Berlino per i Giochi del 1908. Dopo che anche le III Olimpiadi che si svolsero a Saint Louis nel 1904 furono viste come un fallimento e Gebhardt espresse nuovamente alcune critiche a de Coubertin, in quanto aveva assistito in prima persona con Ferenc Kemény ai problemi dei Giochi statunitensi; sostenne con forza lo svolgimento dell'evento olimpico del 1906 di Atene, che furono poi denominati come Giochi olimpici intermedi.
Dopo le Olimpiadi di Parigi, per Gebhardt era essenziale creare un organismo nazionale permanente che fosse responsabile della partecipazione della Germania ai Giochi olimpici, soprattutto dopo aver presentato nel 1901 al CIO la candidatura ufficiale per i Giochi olimpici del 1908. Il percorso inizialmente condusse nuovamente attraverso l'istituzione di un comitato tedesco per i Giochi olimpici di St. Louis nel 1903; nel dicembre dello stesso anno, grazie anche al supporto della Zentralausschuß zur Förderung der Jugend und Volksspiele, istituì il Deutscher Reichsausschuss für Olympische Spiele ("Comitato del Reich tedesco per i Giochi Olimpici" o "DRAfOS"), di cui fu amministratore delegato e primo segretario. Nel febbraio 1908, Willi Gebhardt sposò poi Katharina Zurkalowski.

### Gli ultimi anni
Gebhardt decise di dimettersi dal Comitato Olimpico Internazionale nel 1909, in parte dovuto alla conflittualità con de Couberin, in parte per la delusione per alcuni suoi obiettivi non realizzati (come la mancata assegnazione delle Olimpiadi del 1908 a Berlino), in parte per alcuni problemi finanziari, non potendosi più permettere le spese di viaggio per i vari eventi e le riunioni olimpiche. Cedette poi anche le cariche del DRAfOS per alcune divergenze con altri membri autorevoli, abbandonando definitivamente l'associazione l'8 novembre 1908.
Le occupazioni di Gebhardt dopo il 1910 sono in gran parte sconosciute; tuttavia, sono documentate le sue opinioni sull'atteggiamento della Germania nei confronti del movimento olimpico prima, durante e subito dopo la prima guerra mondiale, opponendosi alle Olimpiadi estive del 1916 che furono assegnate a Berlino. Nel 1917 scrisse una lettera di protesta in cui si espresse contro la ridenominazione del DRAfOS in Deutscher Reichsausschuß für Leibesübungen ("Comitato del Reich tedesco per l'esercizio fisico" o DRAfL). Tra il 1918 e il 1919 Gebhardt visse temporaneamente nei Paesi Bassi, ma tornò a Berlino per motivi di salute. Nel 1920 protestò contro l'esclusione dai Giochi Olimpici del 1920 degli stati sconfitti nella Grande Guerra. Gebhardt morì nel 1921 a causa di un inspiegabile e sconcertante incidente stradale.

## Riconoscimenti

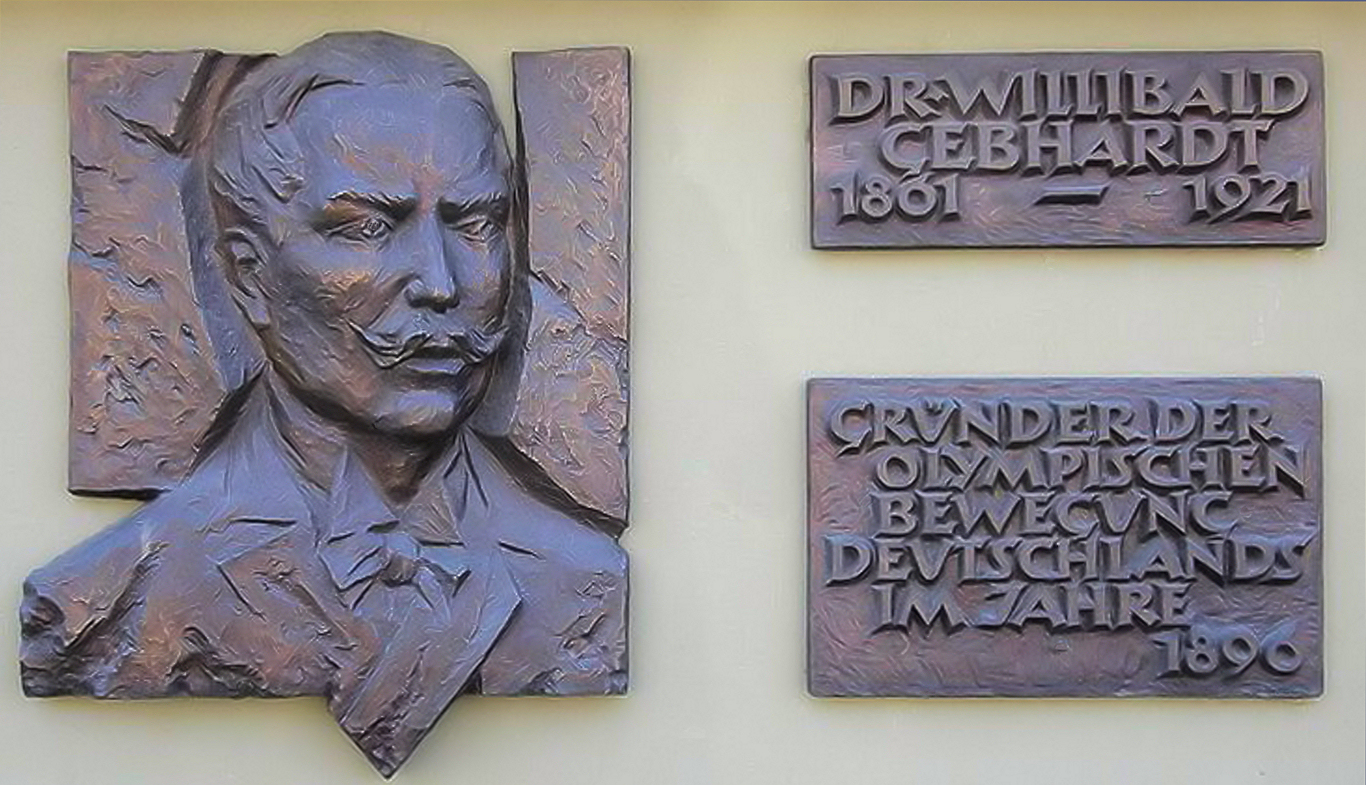
Placca posta in onore di Gebhardt presso il centro sportivo Schöneberg a Berlino.

Durante la sua vita Gebhardt ricevette due onorificenze da Re Giorgio I di Grecia nel 1896 e nel 1906 per i suoi servizi al movimento olimpico. Nel 1908 fu insignito della classe IV della Corona Reale di Prussia.
Per molto tempo dopo la sua morte, il nome Willibald Gebhardt era in gran parte sconosciuto. Una targa sullo Stadio Olimpico di Berlino e il nome di un campo sportivo nell'adiacente Parco Olimpico di Berlino sono stati gli unici riferimenti pubblici al primo membro tedesco del CIO. La sponda sud del lago Olympiapark e il percorso adiacente nell'Olympiapark di Monaco di Baviera sono stati nominati in onore di Willibald Gebhardt ("Willi-Gebhardt-Ufer") nel 1971.
Nel 1992 è stato fondato ad Essen il Willibald Gebhardt Institute (WGI), un istituto di ricerca per lo sport e la società, il cui scopo è promuovere lo sport umano con i suoi valori sociali ed etici, mentre nel 2005 è stata costituita la Fondazione Willibald Gebhardt per promuovere lo sport per bambini e ragazzi.
Nel 2014 Gebhardt è stato inserito nella Hall of Fame dello sport tedesco.